# Kościół Przenajświętszej Trójcy w Rosi
Kościół Przenajświętszej Trójcy w Rosi – rzymskokatolicki kościół wzniesiony w stylu klasycystycznym w latach 1770 - 1807 w Rosi na Białorusi. Kościół jest sanktuarium Jezusa Frasobliwego.

## Historia
Budowę świątyni rozpoczęto pod koniec 1770 r. z fundacji nowego właściciela miasteczka hrabiego Joachima Potockiego. W 1796 została ona przerwana. Prace dokończono w latach 1802 - 1807 dzięki staraniom ks. Szymona Iwanowskiego z fundacji Feliksa Potockiego. 12 lipca 1808 r. kościół poświęcił ks. Franciszek Cybulski, kanonik inflancki i proboszcz w Szydłowiczach. W 1838 r. obok świątyni wzniesiono drewnianą dzwonnicę. W 1852 r. pożar zniszczył dach kościoła, lecz tego samego roku został on wyremontowany ze środków wdowy po Feliksie Potockim Zofii z Paców. W 1872 r. wokół kościoła wybudowano nowe drewniane ogrodzenie. 
W latach 1901–1903 przeprowadzono gruntowny remont kościoła dzięki staraniom ks. Bronisława Sarosieka. Według projektu warszawskiego architekta Kajetana Patrizio wykonano nowy ołtarz główny w stylu neorenesansowym, dwa ołtarze boczne, chrzcielnicę, stacje drogi krzyżowej, odrestaurowano ambonę, pomalowano budynek wewnątrz i na zewnątrz.
W 1914 r. przy wejściu do kościoła wybudowano dzięki Branickim murowaną dwukondygnacyjną dzwonnicę w styl eklektycznym z cechami neoklasycyzmu, w której umieszczono trzy dzwony (najstarszy z 1597 r.). W 1924 r. dach świątyni pokryto gontem, a w 1928 zebrano fundusze na nowy murowany płot.
W czasach sowieckich kościół był czynny. 
W 1958 przeprowadzono remont dachu z wymianą krokwi, w 1985 budynek pokryto blachą, a w 2002 blachodachówką. W latach 1999–2002 przeprowadzono remont świątyni z zewnątrz, a w latach 2003-2004 odnowiono jej wnętrze. 

## Architektura
Świątynia została wybudowana na planie prostokąta, jest bezwieżowa, posiada półokrągła absydę, gdzie mieszczą się zakrystia oraz transept, stanowiący dwie kaplice. Świątynia jest skierowana ołtarzem na północ. Wnętrze zostało uwieńczone sklepieniem kolebkowym. Zarówno ściany jak i sklepienia zostały ozdobione kompozycjami oraz iluzjonistycznymi malowidłami architektoniczno-dekoracyjnymi, wykonanymi w 1901 r. przez warszawski warsztat Władysława Twardy. Na sklepieniu lewej kaplicy namalowano „Cud św. Michała Archanioła”, na sklepieniu prawej – „Oko Opatrzności”, na ścianach zaś wykonano obrazy Dwunastu w iluzjonistycznych wnękach. Lewa kaplica jest poświęcona św. Józefowi, prawa – Matce Bożej (obraz XVII w. „Matka Boska z Dzieciątkiem” został przeniesiony z kaplicy we wsi Moczulna). Nad wejściem mieści się chór organowy, oparty na czterech kolumnach i dwu przyściennych półkolumnach w stylu doryckim. Posadzkę wyłożono w 1901 r. płytkami ceramicznymi, o czym świadczy data na podłodze pod narteksem „A.D. 1901”, oryginalny wzór układu płytek jest przechowywany w archiwum parafialnym.
W ołtarzu głównym znajduje się uważana za cudowną figura Jezusa Frasobliwego. Umieszczono przy niej około 250 darów wotywnych. W lewym skrzydle transeptu znajduje się marmurowy nagrobek Zofii Niesiołowskiej z domu Pac herbu Gozdawa (1 voto Potocka) (1782-1856)(według innego źródła 1849–1909).

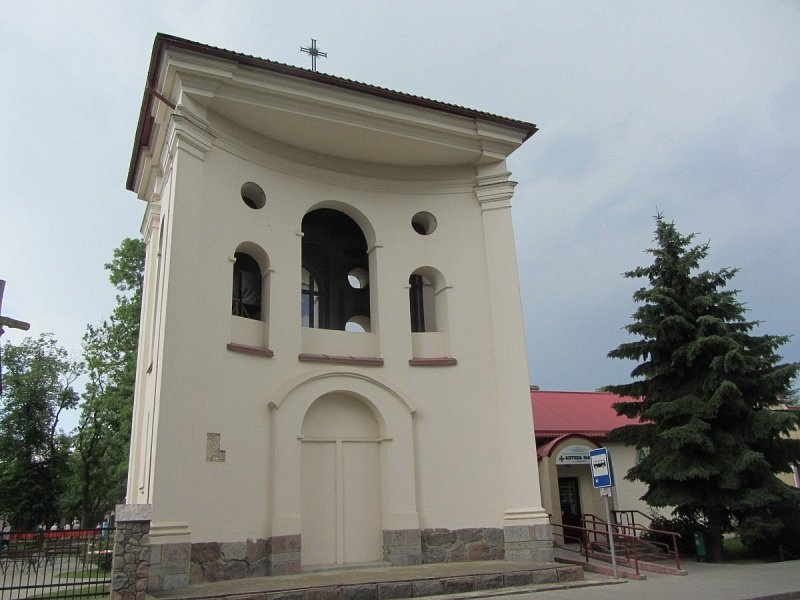
Dzwonnica